# Hauptstädte und Grabmäler des antiken Königreichs Koguryo
Hauptstädte und Grabmäler des antiken Königreichs Koguryo ist eine von der UNESCO gelistete Stätte des Weltkulturerbes in der Volksrepublik China. Die nahe der Grenze zu Nordkorea gelegene serielle Welterbestätte umfasst drei Ruinenstädte, 39 Grabmäler und eine Gedenkstele aus den ersten Jahrhunderten des Königreichs Goguryeo.

## Hintergrund
Das Königreich Goguryeo war im 1. Jahrtausend n. Chr. eines der sogenannten drei Reiche von Korea. Es wurde laut dem Samguk Sagi von Dongmyeong auf dem heutigen Territorium Nordkoreas und der Mandschurei in Nordostchina um das Jahr 32 vor Christus gegründet, bestand jedoch vermutlich bereits ein- bis zweihundert Jahre vorher. Es eroberte große Teile der Mandschurei und drang auf der Koreanischen Halbinsel immer weiter nach Süden vor.
Die erste Hauptstadt Goguryeos war die Bergfestung Wunu Shancheng im heutigen Autonomen Kreis Huanren der Manju in der Provinz Liaoning. Es folgten die in der Ebene an einem Fluss errichtete Stadt Guonei Cheng und die Bergstadt Wandu Shancheng auf dem Gebiet der heutigen Stadt Ji’an in der Provinz Jilin. Beide Städte wurden mehrfach zerstört und wiederaufgebaut und dienten abwechselnd als Hauptstadt des Reiches. Auch nachdem König Jangsu die Hauptstadt 427 n. Chr. nach Pjöngjang verlegt hatte, diente Guonei weiter als zweite Hauptstadt. 668 wurde Goguryeo von einer Koalition des Königreichs Silla mit dem China der Tang-Dynastie erobert.
In der Nähe von Wandu und Guonei liegen die Gräber am Donggou-Fluss, Grabmäler von Königen der Goguryeo-Dynastie, ihren Familienangehörigen und hochgestellten Adligen. Die Königsgräber haben meist die Form einer Stufenpyramide aus Stein. Die Grabmäler der Adligen sind in der Regel mit Erdhügeln bedeckte Steinkammern. Einige Grabmäler sind im Inneren mit Wandmalereien versehen. Die Gwanggaeto-Stele, eine von König Jangsu neben dem Grabmal seines Vaters Gwanggaeto bei Wandu aufgestellte etwa sieben Meter hohe Stele aus Stein, erzählt mit etwa 1800 in den Stein geritzten chinesischen Schriftzeichen den Gründungsmythos von Goguryeo und die Taten von Gwanggaeto.

## Einschreibung
Hauptstädte und Grabmäler des antiken Königreichs Koguryo wurde 2004 aufgrund eines Beschlusses der 28. Sitzung des Welterbekomitees als Kulturerbestätte in die Liste des UNESCO-Welterbes eingetragen. Dazu heißt es zusammenfassend unter anderem:

„Die Hauptstädte und Grabmäler sind ein außergewöhnliches Zeugnis der verschwundenen Koguryo-Zivilisation. Die Anlage und der Aufbau der Hauptstädte beeinflusste die Stadtplanung und den Bau späterer Kulturen. Die Grabmalereien stellen einen seltenen künstlerischen Ausdruck im mittelalterlichen Nordostasien dar und zeigen zusammen mit der Stele und den Inschriften den Einfluss der chinesischen Kultur auf Koguryo.“

Die Eintragung erfolgte aufgrund der Kriterien i, ii, iii, iv und v.

„(i): Die Grabmäler stellen in ihren Wandmalereien und Strukturen ein Meisterwerk des menschlichen Schöpfergeistes dar.“

„(ii): Die Hauptstädte des Königreichs Koguryo sind ein frühes Beispiel für Bergstädte, das später von benachbarten Kulturen nachgeahmt wurde. Die Grabmäler, insbesondere die wichtige Stele und eine lange Inschrift in einem der Gräber, zeigen den Einfluss der chinesischen Kultur auf Koguryo (das keine eigene Schrift entwickelte). Die Malereien in den Grabmäler zeigen zwar künstlerisches Können und einen spezifischen Stil, sie sind aber auch ein Beispiel für einen starken Einfluss anderer Kulturen.“

„(iii): Die Hauptstädte und Gräber des antiken Königreichs Koguryo sind ein außergewöhnliches Zeugnis der verschwundenen Koguryo-Zivilisation.“

„(iv): Das  durch Guonei City und Wandu Mountain City repräsentierte System der Hauptstädte beeinflusste auch den Bau späterer Hauptstädte des Koguryo-Reichs. Die Koguryo-Gräber sind hervorragende Beispiele für die Entwicklung des Baus von Steinhaufen- und Erdgräbern.“

„(v): Die Hauptstädte des Königreichs Koguryo stellen eine vollkommene Mischung von menschlicher Schöpfung mit der Natur dar, sei es mit den Felsen oder mit Wäldern und Flüssen.“

Ebenfalls 2004 wurden weitere Koguryo-Grabstätten auf dem Gebiet des heutigen Nordkorea in die Welterbeliste aufgenommen.

## Umfang
Die Welterbestätte umfasst fünf voneinander getrennte Areale. Diese haben insgesamt einen Schutzbereich von 4.164,86  ha. Die einzelnen Schutzbereiche sind jeweils von Pufferzonen umgeben (die Stätten in Ji’an von einer gemeinsamen Pufferzone), die insgesamt eine Fläche von etwa 14.142 ha haben. Das Schutzgebiet von Wandu umfasst auch die meisten der Grabmäler und erstreckt sich als unregelmäßig geformter Streifen etwa 15 km entlang des Flusses Yalu vom Berg Tukou im Nordosten bis zum Anzital im Südwesten.
| Ref.-Nr. | Bezeichnung                  | Lage                                            | Grabmäler | Schutzbereich | Pufferzone |
| -------- | ---------------------------- | ----------------------------------------------- | --- | ------------- | ---------- |
| 1091-001 | Wunu Shancheng               | Kreis Huanren Provinz Liaoning (Geokoordinaten) | - | 276 ha        | 5.600 ha   |
| 1091-002 | Guonei Cheng                 | Stadt Ji’an Provinz Jilin (Geokoordinaten)      | - | 59,24 ha      | 8.542 ha   |
| 1091-003 | Wandu Shancheng              | Stadt Ji’an Provinz Jilin (Geokoordinaten)      | 13 Königsgräber, darunter - Grabmal des Gwanggaeto (Lage) mit der Gwanggaeto-Stele (Lage) - Mausoleum des Generals (Lage), vermutlich für König Jangsu, mit einem Nebengrab (Lage), vermutlich für seine Konkubine 21 Adelsgräber | 3.219,21 ha   | 8.542 ha   |
| 1091-004 | Ranmou-Grab und Huanwen-Grab | Stadt Ji’an Provinz Jilin (Geokoordinaten)      | 2 Adelsgräber | 216,98 ha     | 8.542 ha   |
| 1091-005 | Changchuan-Grab Nr. 1, 2, 4  | Stadt Ji’an Provinz Jilin (Geokoordinaten)      | 3 Adelsgräber | 393,43 ha     | 8.542 ha   |

## Bilder

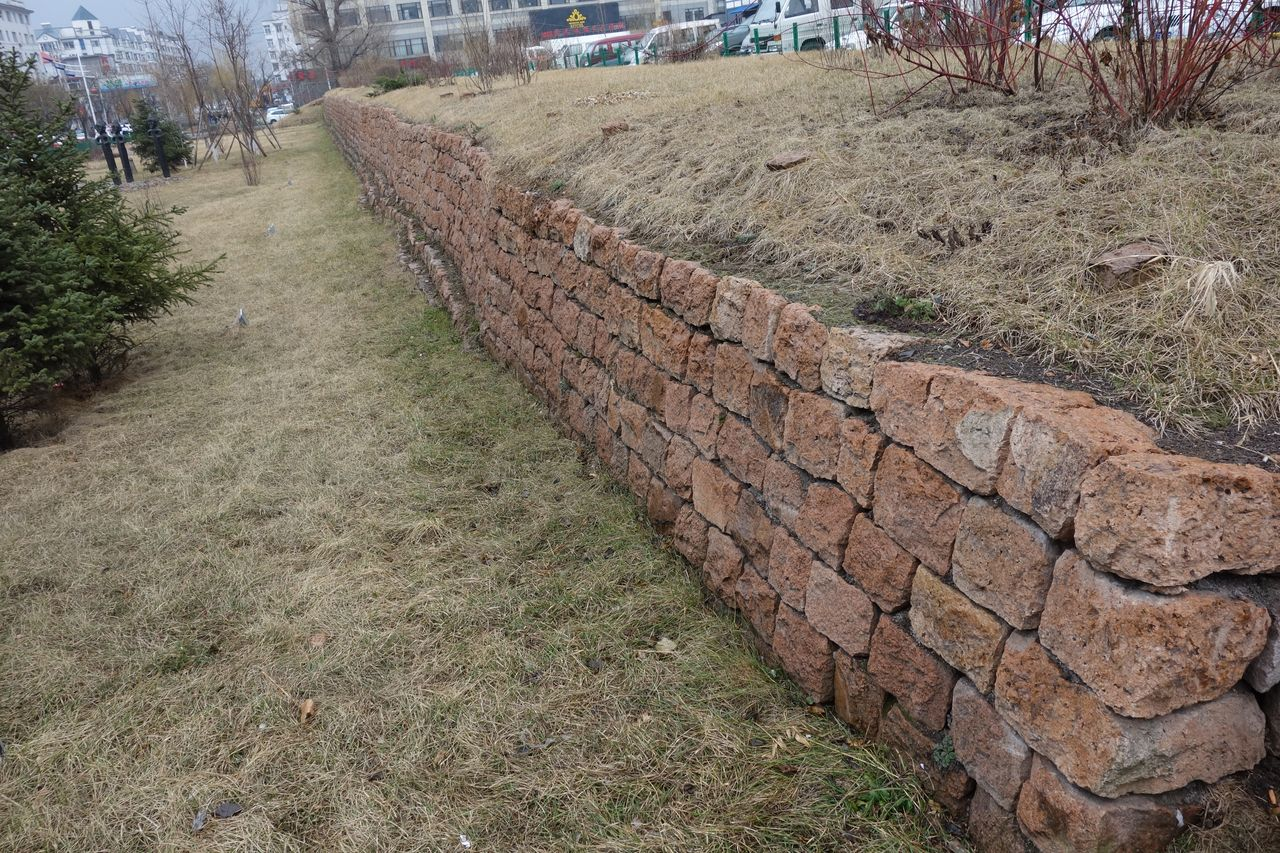
Mauerreste von Guonei
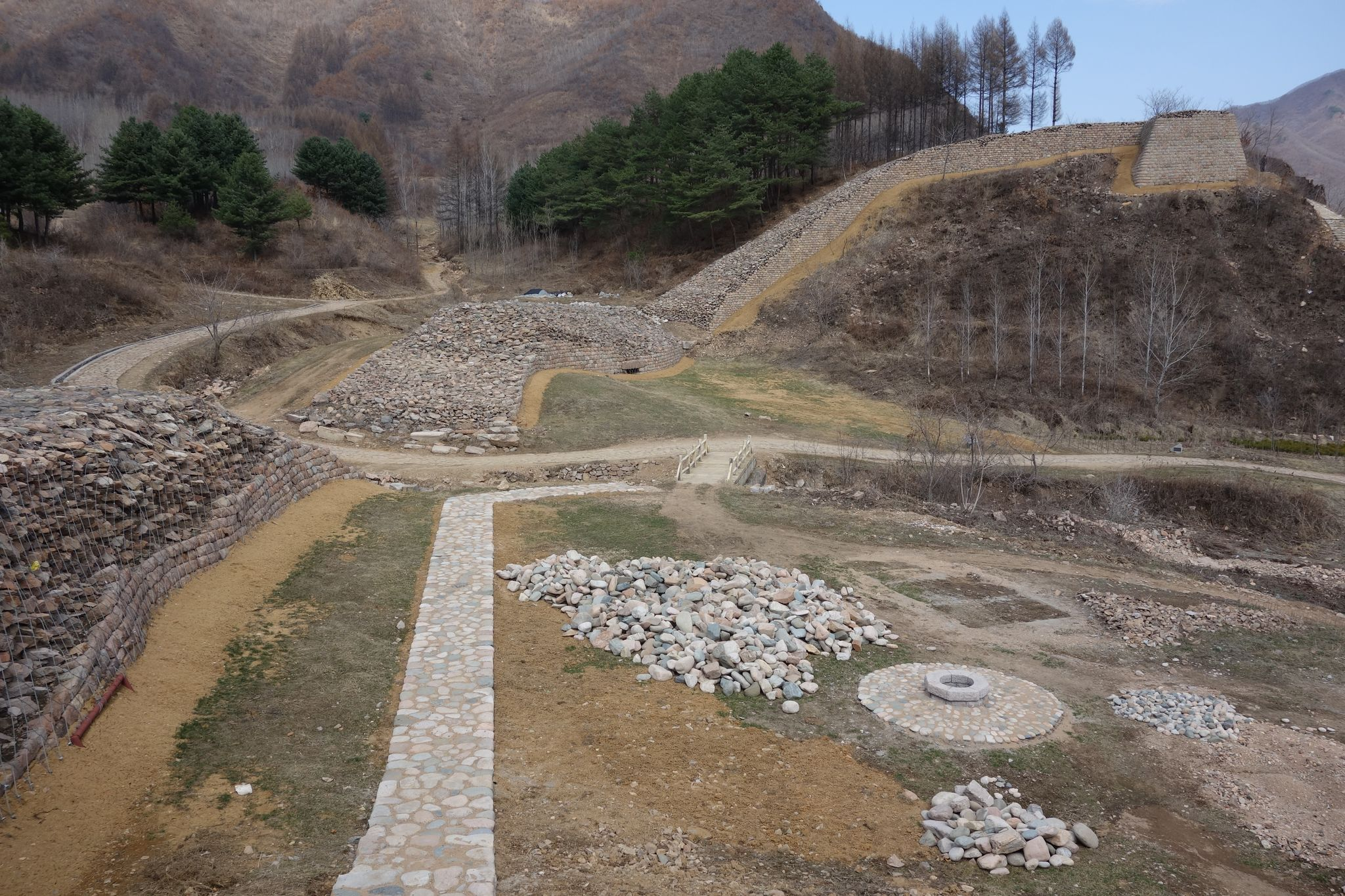
Mauerreste von Wandu
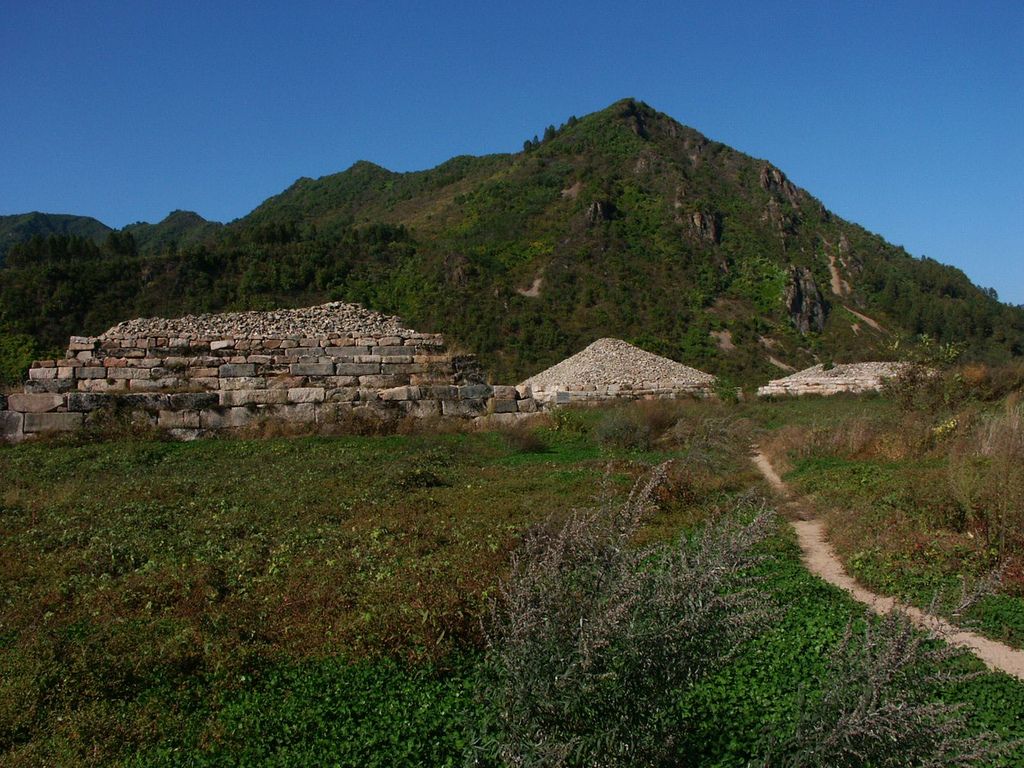
Gräber am Donggou-Fluss
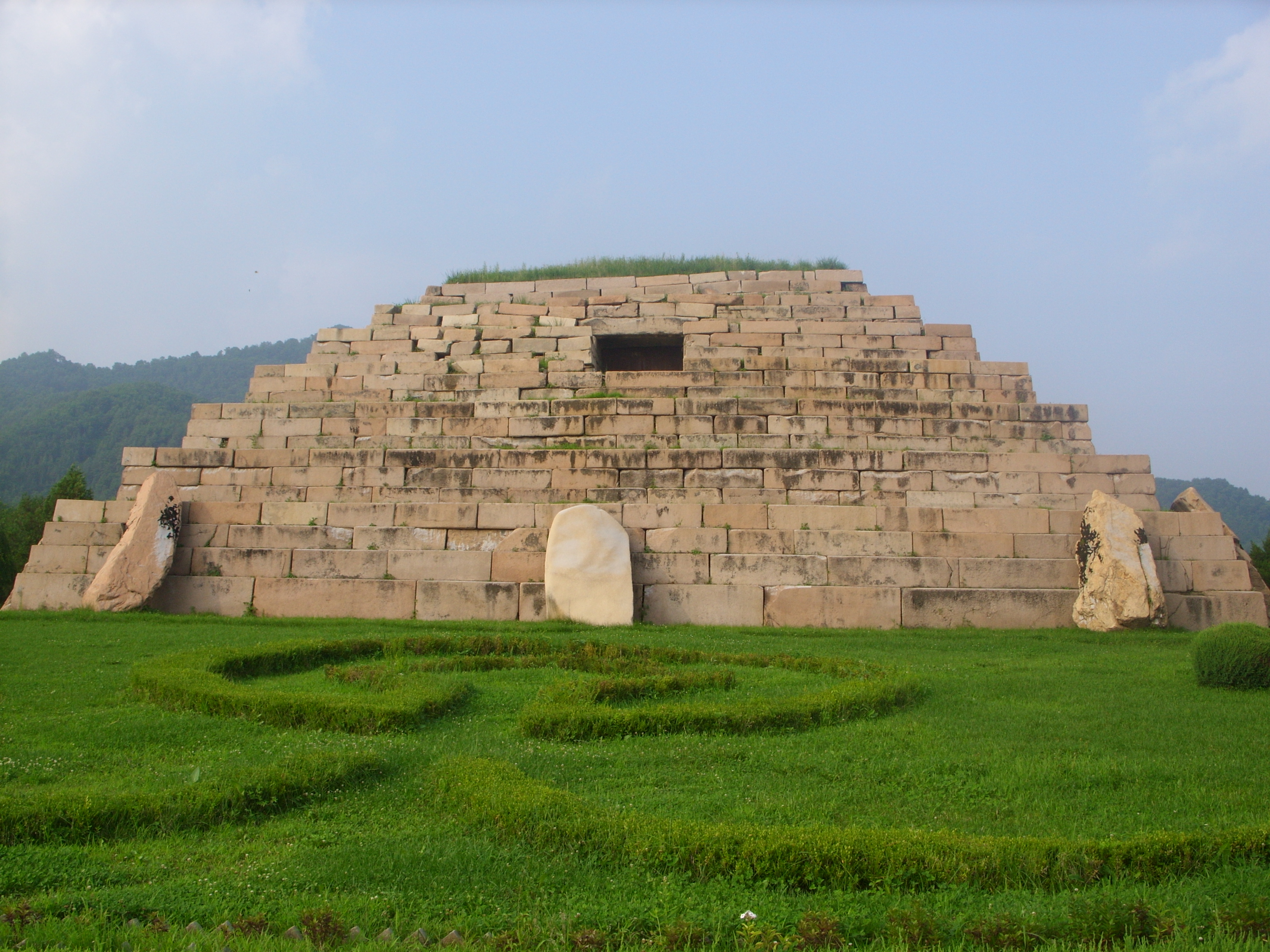
Grabmal des Generals
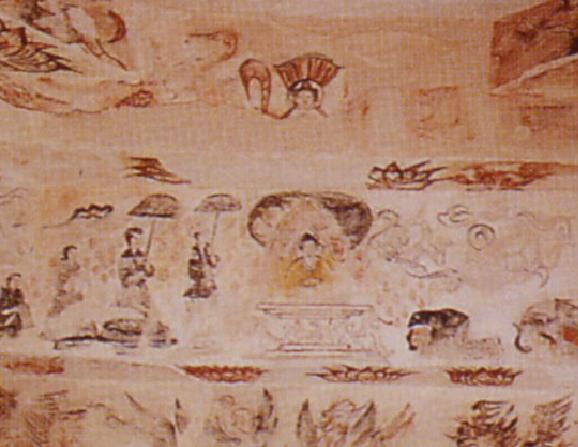
Wandmalereien